# Tschiprowzi

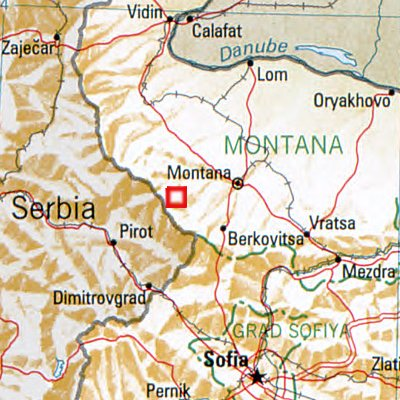
Tschiprowzi (rotes Viereck) – Bulgarien – Nachbarorte: Montana, Pirot, Widin, Lom, Orjachowo, Wraza, Mesdra, Berkowiza, Dimitrovgrad, Sofia, Zaječar

Tschiprowzi (bulg.: Чипровци) ist eine bulgarische Stadt in der Oblast Montana im westlichen Balkangebirge ca. 30 km von Montana entfernt.
Die Stadt ist bekannt für ihre bunten Teppiche, die mit geometrischen Figuren verziert sind, die sonst in der bulgarischen Folklore kaum vorkommen und von der UNESCO als immaterielles Kurlturerbe anerkannt sind.

## Geschichte
Im 13. Jahrhundert zogen katholische Bergleute aus Sachsen in die Stadt.
Nach dem Fall der letzten bulgarischen Festung Widin im Jahr 1396, fiel Bulgarien endgültig unter osmanische Herrschaft.
Über diese Herrschaft in Tschiprowzi schreibt Prof. Duichev:
„Die Türken trafen in dieser Gegend die sächsischen Bergleute an. Über ihre Stellung in den ersten Jahrhunderten der osmanischen Herrschaft ist nichts bekannt. Der osmanische Staat brauchte die Minen, und man kann annehmen, dass gewisse Freiheiten den Bergleuten erlaubt wurden. Da die aber keine Möglichkeit hatten, mit ihren Landsleuten und mit der katholischen Kirche in Kontakt zu bleiben, wurden sie stark von der dortigen bulgarischen Bevölkerung beeinflusst. In den ersten Dokumenten aus dem XVI.–XVII. Jahrhundert über diesen Gebieten, werden keine sächsischen Bergleute als Bewohner erwähnt. Man muss annehmen, dass schon in der ersten Hälfte des XVI. Jhs. die Sachsen mit der dortigen Bevölkerung verschmolzen, was bleibende Folgen hinterlassen hatte. In der Sprache der bulgarischen Bergleute wurden viele Wörter deutscher Herkunft erhalten. Ein Teil der Stadt nannte sich sogar bis in die zweite Hälfte des XVII. Jhs. ‚Sachsen mahala‘ (‚Sachsenviertel‘).“
Zwischen August und Oktober 1688 fand der Tschiprowzi-Aufstand gegen die Türkische Herrschaft statt. Aufgrund geringer Unterstützung durch die christlichen Nachbarmächte Österreich-Ungarn, Polen-Litauen und Venedig konnte der Aufstand, geführt von Georgi Peyachevich (Pejačević), Bogdan Marinov, Ivan und Mihail Stanislavov, sowie Petar Parchevich, durch die Türken niedergeschlagen werden. Die Niederschlagung erfolgte durch Janitscharen, die mit großer Brutalität vorgingen und eine Reihe von Ortschaften niederbrannten. Viele aufständische Bulgaren flohen danach in die Walachei (s. Banater Bulgarisch). Es herrscht in der bulgarischen Geschichtswissenschaft die Tendenz zur starken Überbewertung dieses Aufstandes vor, die weder in quantitativer und qualitativer Hinsicht zu rechtfertigen ist. Denn zu jener Zeit lebten nur wenige tausend Christen im Gebiet von Tschiprowzi.
Seit 2006 ist die Stadt Namensgeber für den Chiprovtsi Point, eine Landspitze von Rugged Island in der Antarktis.
Die traditionelle Herstellungsweise der Chiprovski-Teppiche durch die Frauen der Stadt wurde 2015 in die Repräsentative Liste des immateriellen Kulturerbes der Menschheit der UNESCO aufgenommen.

## Söhne und Töchter der Stadt
- Petar Bogdan (1601–1674), bulgarischer katholischer Bischof, Autor der ersten bulgarischen Geschichte (lateinisch)
- Baron Petar Partschewitsch (1612–1674), bulgarischer katholischer Erzbischof, Diplomat
- Georgi Pawlow (1913–1995), bulgarischer Maler